# کامو ۱۲۶۹۶
سیارک ۱۲۶۹۶ (به انگلیسی: 12696 Camus، نامگذاری:1989SF1) دوازده هزار و ششصد و نود و ششمین سیارک کشف شده‌است که در ۲۶ سپتامبر ۱۹۸۹ کشف شد.
قدر مطلق سیارک برابر ۱۳٫۴۰ است.